# Mayumi Ōmatsu
Mayumi Ōmatsu (jap. 大松 真由美, Ōmatsu Mayumi; * 12. Juli 1970) ist eine ehemalige japanische Fußballspielerin.

## Karriere

### Verein
Sie begann ihre Karriere bei Nikko Securities Dream Ladies. Sie trug 1996, 1997 und 1998 zum Gewinn der Nihon Joshi Soccer League bei. 1998 beendete sie Spielerkarriere.

### Nationalmannschaft
Im Jahr 1997 debütierte Ōmatsu für die japanischen Nationalmannschaft. Sie wurde in den Kader der Weltmeisterschaft der Frauen 1999 berufen. Insgesamt bestritt sie 12 Länderspiele für Japan.

## Errungene Titel

### Mit Vereinen
- Nihon Joshi Soccer League: 1996, 1997, 1998

### Persönliche Auszeichnungen
- Nihon Joshi Soccer League Best XI: 1996, 1997, 1998